# Wanda Ficowska
Wanda Ficowska (ur. 3 stycznia 1929 w Krakowie, zm. 22 lutego 2013 w Warszawie) – malarka po Akademii Sztuk Pięknych w Warszawie.

## Życiorys
Urodziła się w Krakowie 3 stycznia 1929 r. jako Wanda Komala – córka legionisty Piłsudskiego – Tomasza Komali, zamordowanego w 1942 w hitlerowskim obozie w Auschwitz-Birkenau. Ochrzczona była w Kościele Mariackim w Krakowie. Po maturze w 1949 r. rozpoczęła studia na krakowskiej ASP. Wkrótce wyszła za mąż za pisarza Jerzego Ficowskiego i przeniosła się do Warszawy, gdzie kontynuowała studia na ASP. Ślub kościelny zawarli w kościele św. Jakuba na placu Narutowicza w Warszawie. W trakcie studiów urodziła Jerzemu Ficowskiemu trzy córki: Krystynę, Magdalenę i Teresę, która zmarła po urodzeniu.
W 1956 r. obroniła dyplom w pracowni grafiki książki prowadzonej przez Jana Marcina Szancera. Po dyplomie specjalizowała się w pracowni grafiki u Tadeusza Kulisiewicza i jego ówczesnej asystentki Haliny Chrostowskiej. W pierwszych latach pracy artystycznej uprawiała technikę linorytu, później zajęła się malarstwem olejnym – malowała pejzaże, kwiaty, obrazy pełne poetyckich treści.
Od roku 1958 brała udział w licznych wystawach w kraju i za granicą: w Berlinie, Budapeszcie, Granadzie, Holstebro, Iglesias, Rostocku, Sofii, Sztokholmie, Zwickau oraz od XI do XIV edycji Premi International Dibuix Joan Miro w Barcelonie, a także w Szwajcarii na targach sztuki i w Finlandii. Indywidualnie wystawiała kilkadziesiąt razy w kraju i za granicą. Jej prace znajdują się w zbiorach prywatnych i państwowych. Jest matką poetki – Magdaleny Ficowskiej-Łuszczek.
Wanda Ficowska została pochowana na cmentarzu wojskowym na Warszawskich Powązkach (kwatera D-1b-5) na wniosek ZPAP oraz kancelarii prezydenta RP.